# Короев, Эльбрус Казбекович
Э́льбрус Казбе́кович Коро́ев (осет. Хъороты Казбекы фырт Эльбрус; род. 2 октября 1957, Владикавказ, Северная Осетия) — советский борец вольного стиля, чемпион Европы и СССР. Мастер спорта Международного класса по вольной борьбе.

## Биография
Родился 2 октября 1957 года во Владикавказе. С 1971 года стал заниматься вольной борьбой у тренера Фёдора Евдокимовича Калоева. В 1975 году получил звание мастера спорта, а в 1977 году — звание мастера спорта Международного класса. Неоднократный Чемпион республики Северная Осетия — Алания. В 1979 году стал бронзовым призёром Спартакиады народов СССР. В 1980 году стал Чемпионом СССР. С 1981 года член сборной команды СССР по вольной борьбе и в этом же году стал Чемпионом Европы. Боролся в весовой категории до 74 кг.
В 1982 году окончил факультет физического воспитания и спорта Северо-Осетинскиого государственного университета имени Коста Левановича Хетагурова.
В настоящее время живёт и работает тренером в Москве.

## Спортивные достижения
- Чемпион Европы в Лодзь (1981)
- Чемпион СССР (1980)